# دی‌متیل‌آمینواتیل آکریلات
دی‌متیل‌آمینواتیل آکریلات (۲-دی‌متیل‌آمینواتیل آکریلات) یا DMAEA یک کربوکسیلیک اسید استر اشباع نشده و دارای یک گروه آمینی نوع سوم است . این ماده به صورت یک مایع بی رنگ تا زرد است و دارای بوی تند و آمین مانند است. DMAEA یک مونومر اکریلیک مهم است که خواص اساسی به کوپلیمرها می‌بخشد. 